# Gunnestad Glacier
Gunnestad Glacier är en glaciär i Antarktis. Den ligger i Östantarktis. Norge gör anspråk på området. Gunnestad Glacier ligger 1 367 meter över havet.
Terrängen runt Gunnestad Glacier är platt åt nordväst, men åt sydost är den kuperad. Trakten är obefolkad. Det finns inga samhällen i närheten. 